# 6.º Distrito Congressional da Califórnia
O 6º Distrito Congressional da Califórnia (em inglês:  California's 6th congressional district) é um dos 53 Distritos Congressionais do Estado norte-americano da Califórnia, segundo o censo de 2000 sua população é de 639.087 habitantes.
O distrito é um dos mais democratas da Califórnia, em 2008 o presidente Barack Obama venceu a eleição com 76% dos votos,  o último representante republicano eleito pelo distrito foi William S. Mailliard que foi em 1962.